# 1416

## Родени
- ? – Пиеро ди Козимо Медичи,